# Shavkat Mirziyoyev
Shavkat Mirziyoyev (Yizaj, RSS de Uzbekistán, Unión Soviética; 24 de julio de 1957) es un político uzbeko, actual presidente de su país, ejerciendo interinamente el cargo desde la muerte de Islam Karimov y la renuncia de Nigmatilla Yuldashev el 8 de septiembre de 2016, hasta su victoria en las elecciones presidenciales del 4 de diciembre. Fue nombrado primer ministro por el presidente Karimov el 12 de diciembre de 2003 y reconocido por el parlamento uzbeko ese mismo día. Sustituyó al anterior primer ministro Oʻtkir Sultonov. Antes de ejercer el cargo había sido el gobernador de Samarcanda.
Fue elegido presidente de Uzbekistán para un mandato de cinco años el 4 de diciembre de 2016, tomando posesión del cargo el 14 de diciembre. En octubre de 2021, Shavkat Mirziyoyev fue reelegido presidente de Uzbekistán.

## Biografía

### Primeros años
Shavkat Mirziyoyev nació en la provincia de Yizaj, el 24 de julio de 1957, en la entonces República Socialista Soviética de Uzbekistán, una de las quince repúblicas de la extinta Unión Soviética. En 1981 se graduó del instituto de irrigación y mecanización agrícola de Taskent, con un título en Ciencias Tecnológicas.

### Carrera política
Tras la independencia de Uzbekistán, en 1991, Shavkat formó parte del Partido Democrático de Autosacrificio Nacional. Fue gobernador de la provincia de Yizaj entre 1996 y el 1 de septiembre de 2001, cuando fue nombrado gobernador de la provincia de Samarcanda. El 12 de diciembre de 2003, siendo aún gobernador de dicha provincia, el presidente Islam Karimov lo nombró primer ministro de Uzbekistán, sustituyendo a Oʻtkir Sultonov. Su vice primer ministro fue Ergash Shoismatov.
Durante su mandato, Mirzuyayev se reunió con Han Myung Sook, primer ministro de Corea del Sur, en Taskent, el 25 de septiembre de 2006. Se firmaron diversos acuerdos, entre ellos el que Uzbekistán enviaría a Corea del Sur trescientas toneladas de uranio entre 2010 y 2014. El acuerdo no pasó por las empresas de Estados Unidos que anteriormente actuaban como intermediarias para la importación de Corea del Sur del mineral uzbeko. Han también se reunió con Islam Karimov y el entonces presidente del Parlamento Erkin Xalilov. Sook y Mirziyoyev impulsaron la cooperación en los sectores de energía, agricultura, la construcción, la arquitectura y tecnología de la información. El comercio entre Corea del Sur y Uzbekistán se incrementó en casi un 40 % entre 2005 y 2006, a $565 millones.

## Presidencia

### Gobierno interino
Como miembro del clan de Samarcanda, Mirziyoyev era considerado uno de los posibles sucesores de Islam Karimov en la jefatura de estado de Uzbekistán. Mantuvo relaciones amistosas con la esposa de Karimov, Tatiana Karimova, y con el presidente del Consejo Nacional de Seguridad, Rustam Inoyatov. La posible sucesión de Mirziyoyev asustó a algunos observadores externos, quienes lo consideraban propenso a la violencia después de que se supiera de su trato violento a un agricultor mientras fue gobernador de Yizaj.
Con la muerte de Islam Karimov anunciada el 2 de septiembre de 2016, Mirziyoyev fue nombrado jefe del comité a cargo de organizar su funeral. Esto fue visto como una señal de que tendría éxito en llegar a la presidencia. Tras una breve presidencia interina de Nigmatilla Yuldashev, quien debía ser el sucesor interino constitucional, al ser presidente del Senado, pero que renunció, Mirziyoyev fue nombrado presidente de Uzbekistán por tres meses, hasta las elecciones presidenciales del 4 de diciembre. Yuldashev propuso a Mirziyoyev como presidente por sus "muchos años de experiencia". Las primeras expectativas que se tenían sobre Mirziyoyev era mejorar las tensas relaciones entre Uzbekistán y Tayikistán. Después de la resolución de una larga disputa fronteriza con Kirguistán, firmó un acuerdo con el presidente tayiko, Emomali Rahmon, para reanudar los vuelos entre Tayikistán y Uzbekistán a partir de enero de 2017, luego de que estos estuvieran cancelados desde 1992. Gran parte de la tensión entre los dos países se debía, según fuentes internacionales, a la propia enemistad personal entre Rahmon y Karimov, por lo que con la muerte de este último, la situación se relajó notoriamente.
La comisión electoral anunció el 16 de septiembre que Mirziyoyev participaría en las elecciones presidenciales de diciembre como candidato del Partido Liberal Democrático de Uzbekistán. Durante la campaña Mirziyoyev mostró algunas tímidas muestras de apertura política después de la muerte de su antecesor, con la liberación de algunos presos políticos.

### Juramentación y reforma del gabinete
Las elecciones se celebraron el 4 de diciembre, siendo duramente criticadas, y Mirziyoyev ganó con el 88,6 % de los votos. Abdulla Aripov fue designado para suplantar a Mirziyoyev como primer ministro. Mirziyoyev juró como presidente el 14 de diciembre, comprometiéndose a "continuar el trabajo de mi querido maestro, el gran hombre y estadista, Islam Karimov", mientras que también prometiendo "muchos cambios en el gabinete". El Parlamento confirmó a Aripov como primer ministro ese mismo día. El gabinete fue efectivamente reformado el 15 de diciembre.
El 28 de diciembre, Mirziyoyev decretó crear recepciones públicas del presidente de Uzbekistán sobre la base de la recepción de los ciudadanos del Departamento de Asuntos de la Oficina del Presidente. Durante los primeros meses transcurridos desde la muerte de Karimov, su elección y su juramentación, Mirziyoyev ha implementado diversas reformas liberalizadoras, y ha hecho alusión a realizar más en un futuro, en temas que hasta el momento han retrasado la economía uzbeka e impedido el avance internacional llevando al país al aislamiento, por lo que diversos analistas afirman que Mirziyoyev será mejor presidente que su predecesor.